# Cycloïde

Ontstaan van een cycloïde

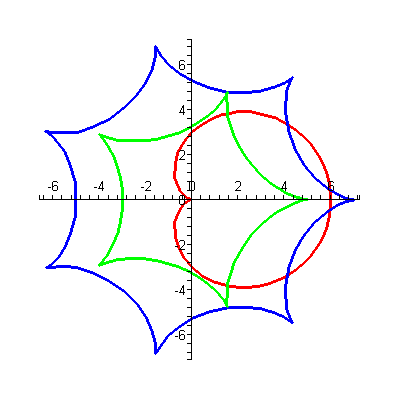
Enkele cycloïdes

Een cycloïde, Oudgrieks: κυκλος, cirkel en -ειδες, -achtig, is een wiskundige figuur, die wordt gevormd door het pad dat wordt afgelegd door een punt op een cirkel, als deze cirkel over een lijn rolt.
De baan die een punt van een cirkel volgt, als de cirkel niet langs een lijn rolt, maar langs een andere figuur wordt in het algemeen ook cycloïde genoemd. 
Gezien als een wiel dat zich over een vlakke weg voortbeweegt, draait op het moment waarop het punt {\displaystyle P} het wegdek raakt, de snelheid van {\displaystyle P} van richting om en staat het punt momentaan stil. Alle andere punten op het wiel draaien op dat moment wel door. Het stilstaande punt wordt de momentane pool, of het 'ogenblikkelijk rotatiecentrum' genoemd.

## Wiskundige beschrijving
De cycloïde uit de figuur wordt met behulp van de parameter {\displaystyle t} beschreven door de vergelijkingen: 
{\displaystyle x=r(t-\sin(t))}
{\displaystyle y=r(1-\cos(t))}
met daarin {\displaystyle r} de straal van de cirkel.
Enkele eigenschappen:
- De raaklijn in de punten waar de cycloïde de {\displaystyle x}-as raakt is verticaal.
- De oppervlakte onder een boog van een cycloïde is driemaal die van de vormende cirkel.[2]
- De lengte van een boog is viermaal de diameter van de vormende cirkel, dus viermaal de hoogte van de cycloïde.[3]
- De cycloïde geeft de lijn van een brachistochrone kromme, dat wil zeggen, dat een voorwerp dat vanuit stilstand zonder wrijving van een hoger naar een lager punt beweegt, het doel het snelste bereikt als het langs een cycloïde beweegt.
- Een massapunt dat vanuit stilstand langs een cycloïde beweegt, is voor alle punten op de cycloïde in dezelfde tijd beneden. Deze tautochrone kromme is ook de vorm van de 'ideale slingerbeweging', waarbij de slingertijd onafhankelijk is van de uitwijking van de slinger.
- De evolute van een cycloïde is weer een cycloïde met exact dezelfde afmeting. Ze ligt in horizontale richting een halve periode verschoven tegenover de oorspronkelijke cycloïde. In verticale richting ligt de evolute {\displaystyle 2r} lager. Elk boog van de evolute gaat op haar hoogste punt door de keerpunten van de oorspronkelijke cycloïde. Zo ondersteunt de evolute als het ware de cycloïde waaruit ze ontstaan is.

## Geschiedenis
De cycloïde werd voor het eerst door Nicolaas van Cusa bestudeerd en later door Mersenne. Galileo Galilei bedacht in 1599 de naam cycloïde. De Roberval toonde in 1634 aan dat het oppervlak onder een cycloïde precies drie keer de oppervlakte van haar genererende cirkel is, terwijl Christopher Wren in 1858 liet zien dat de lengte van een cycloïde precies vier keer de diameter van haar genererende cirkel is. De cycloïde werd later ook door de wiskundigen Evangelista Torricelli, Blaise Pascal, Christiaan Huygens, Johann Bernoulli, Isaac Newton, Leibniz, Jakob Bernoulli en L'Hôpital bestudeerd. De cycloïde werd ook wel De Helena van de meetkundigen genoemd, naar Helena van Troje, aangezien zij verschillende ruzies tussen 17e-eeuwse wiskundigen veroorzaakte.

## Verwante krommen

deltoïde

hypocycloïde met omtrekverhouding 2:1

### Hypocycloïde
Een hypocycloïde is de cycloïde die wordt geschreven als een kleinere cirkel aan de binnenkant een grotere cirkel volgt. De deltoïde is er daar een van. Als men een punt kiest dat niet op maar binnen de kleinere cirkel ligt, wordt het resultaat een trochoïde genoemd. Een spirograaf schrijft trochoïden.
Als de verhouding tussen de cirkelomtrekken een rationaal getal is, resulteert een rozet, zoals bij de deltoïde. Is de verhouding tussen de omtrekken een niet-rationaal getal, dan ontstaat een tussenvorm tussen rotatiesymmetrie van eindige orde en rotatiesymmetrie over iedere hoek: in een animatie is de figuur nooit af, er komen steeds lussen bij.

#### Geschiedenis
De hypocycloïde, Grieks: ὑπό, hupo, onder, werd in 1599 door Galilei ontdekt en daarna in 1525 door Albrecht Dürer, in 1674 door Rømer en in 1725 door Daniel Bernoulli bestudeerd.

#### Kenmerken
| Legenda                                        |
| ---------------------------------------------- |
| {\displaystyle R} : omtrek van de buitencirkel |
| {\displaystyle r} : omtrek van de binnencirkel |
Als {\displaystyle R/r} als quotiënt van gehele getallen wordt uitgedrukt is {\displaystyle R} het aantal lobben van de rozet en {\displaystyle r} het aantal omwentelingen waarin de figuur wordt voltooid.
De kromme wordt gedefinieerd door een parametervergelijking, waarbij:
{\displaystyle x(\theta )=(R-r)\cos \theta +r\cos \left({\frac {R-r}{r}}\theta \right)}
{\displaystyle y(\theta )=(R-r)\sin \theta -r\sin \left({\frac {R-r}{r}}\theta \right)}
met {\displaystyle R} de straal van de basiscirkel en {\displaystyle r} de straal van de draaiende cirkel. Dit kan in de verhouding {\displaystyle n={R \over r}} van de beide stralen worden uitgedrukt:
{\displaystyle x(\theta )=r\ ((n-1)\cos \theta +\cos(n-1)\theta )}
{\displaystyle y(\theta )=r\ ((n-1)\sin \theta -\sin(n-1)\theta )}
De oppervlakte van het gebied binnen een hypocycloïde wordt gegeven door {\displaystyle A_{n}={\frac {(n-1)(n-2)}{n^{2}}}\pi a^{2}}.

#### Toepassingen
- De slinger van Foucault volgt deze kromme.
- Bij cirkels met een omtrekverhouding van 2:1 vormt de hypocycloïde een lijnstuk. Daarmee kan een draaiende beweging in een lineaire beweging worden omgezet.
- De trochoïde is te tekenen met een spirograaf. Deze wordt gebruikt voor het ontwerpen van geometrische patronen en als speelgoed.

### Epicycloïde

epicycloïde

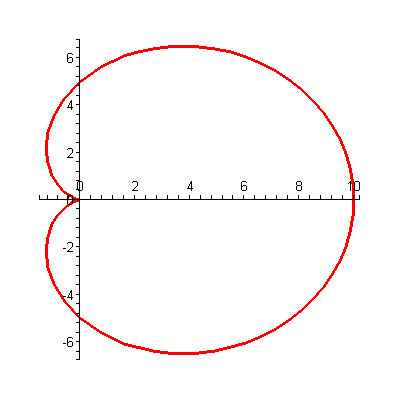
cardioïde

Dit is de kromme die een punt op een cirkel aflegt die over een grotere cirkel rolt. Het is een voorbeeld van een epicykel.
Twee voorbeelden:
- Cardioïde met {\displaystyle R=r}[5]
- Nefroïde met {\displaystyle R=2r} in de vorm van een nier.

Hierin is {\displaystyle R} de straal van de grote cirkel, {\displaystyle r} van de kleine cirkel.

#### Geschiedenis
Er werd al in de klassieke oudheid aan epicycloïden, Oudgrieks: επί, epi, op, gerekend: Aristoteles en Ptolemaeus gebruikten deze kromme en de epicykels om de beweging van de planeten in hun geocentrisch systeem te kunnen verklaren.
De kromme werd verder nog bestudeerd door Rømer (1674), Girard Desargues, Charles Stephen, Daniel Bernoulli (1725), Dürer, Huygens, Leibniz, L'Hôpital, Euler, Halley, Isaac Newton. Deze laatste behandelde de lengte van de epicycloïden in zijn Philosophiae Naturalis Principia Mathematica.

#### Vergelijking
Epicykels kunnen door een parametervergelijking worden gedefinieerd:
{\displaystyle x(\theta )=(R+r)\cos \theta -r\cos \left({\frac {R+r}{r}}\theta \right)}
{\displaystyle y(\theta )=(R+r)\sin \theta -r\sin \left({\frac {R+r}{r}}\theta \right)}
met {\displaystyle R} de straal van de basiscirkel en {\displaystyle r} de straal van de draaiende cirkel. Dit kan in de verhouding {\displaystyle n={R \over r}} van de beide stralen:
{\displaystyle x(\theta )=r\ ((n+1)\cos \theta -\cos(n+1)\theta )}
{\displaystyle y(\theta )=r\ ((n+1)\sin \theta -\sin(n+1)\theta )}
worden uitgedrukt. Deze definitie lijkt dus veel op die van een hypocycloïde.

### Trochoïde

trochoïde

Indien het punt, waarvan de baan wordt gevolgd, niet op de rollende cirkel ligt, maar erbinnen of erbuiten, is het een trochoïde.